# (230) Atamantis
(230) Atamantis es un asteroide que forma parte del cinturón de asteroides y fue descubierto el 3 de septiembre de 1882 por Leo Anton Karl de Ball desde el observatorio de Bothkamp, Alemania. Está nombrado por Atamantis (‘hija de Atamante’), más conocida como Hele, un personaje de la mitología griega.

## Características orbitales
Atamantis está situado a una distancia media del Sol de 2,382 ua, pudiendo acercarse hasta 2,236 ua y alejarse hasta 2,529 ua. Tiene una excentricidad de 0,06157 y una inclinación orbital de 9,443°. Emplea en completar una órbita alrededor del Sol 1343 días.